# Niewiesze
Niewiesze (niem. Niewiesche) – wieś sołecka w Polsce położona w województwie śląskim, w powiecie gliwickim, w gminie Rudziniec.
W latach 1975–1998 miejscowość administracyjnie należała do województwa katowickiego.
Do 1936 roku nosiła niemiecką nazwę Niewische, a w okresie 1936–1945 nazwę Grünwiese.
W roku 1933 liczyła 307 mieszkańców, a w roku 1939 – 314 mieszkańców.

## Nazwa
W księdze łacińskiej Liber fundationis episcopatus Vratislaviensis (pol. Księga uposażeń biskupstwa wrocławskiego) spisanej za czasów biskupa Henryka z Wierzbna w latach 1295–1305 miejscowość wymieniona jest w zlatynizowanej formie Nevessa.

## Historia
Wieś wzmiankowana w 1222 roku.

## Turystyka
Warte odwiedzenia są brzegi jeziora Pławniowice. W lecie wielu turystów korzysta z czystej i bezpiecznej plaży.
Przez wieś przebiega szlak turystyczny:
- - Szlak Ziemi Gliwickiej